# Parlamentarisme
Parlamentarisme er en statsform, hvor en regering enten skal have et flertal i parlamentet bag sig (positiv parlamentarisme), eller ikke må have et flertal imod sig (negativ parlamentarisme). Historisk er parlamentarismen udviklet i England som en praktisk foranstaltning, der skulle sikre en folkelig kontrol med regeringen. Parlamentarisme er knyttet til repræsentativt demokrati som styreform i en suveræn stat. Der findes eksempler på parlamentarisme i såvel republikker som monarkier. (Se kortet til højre)

## Juridisk status
Parlamentarisme fungerer i praksis i et repræsentativt demokrati og er den juridiske legitimitet af folkets kontrol med regeringen. Legitimiteten består i, at folket ved frie, lige og hemmelige valg har valgt de repræsentanter, der kontrollerer regeringen. I et parlamentarisk system har de folkevalgte således en dobbelt funktion:
- At vedtage love
- At kontrollere regeringen

Proceduren for lovgivningen er normalt beskrevet i landets forfatning. Proceduren for den folkelige kontrol med regeringen kan ligeledes være indskrevet i forfatningen, men det er ikke altid tilfældet.
Kontrollen kan enten bestå i, at regeringen må træde tilbage, hvis den ikke kan skabe et flertal i parlamentet, eller i, at regeringen i denne situation udskriver valg. I nogle stater, herunder Danmark sker dette formelt ved, at Parlamentet udtrykker sin mistillid til regeringen.

## Typer af parlamentarisme
Der findes to typer af parlamentarisme:
- Positiv parlamentarisme
- Negativ parlamentarisme

Begge typer kan i praksis fungere i et politisk system med forholdstalsvalg  og i et politisk system med flertalsvalg i enkeltkredse.

### Positiv parlamentarisme
Positiv parlamentarisme findes i to udformninger:
- I den ene variant, der findes i bl.a., Spanien og Tyskland [5] kræves absolut flertal blandt alle medlemmer af parlamentet, før regeringen kan tiltræde.
- I den anden variant, der findes i bl.a. Belgien, Irland, Italien og Holland kræves almindeligt flertal blandt de fremmødte.

### Negativ parlamentarisme
Negativ parlamentarisme findes ligeledes i to udformninger.
- I den ene variant, der findes i bl.a. Sverige og Portugal, er kravet, at et absolut flertal blandt parlamentets medlemmer ikke stemmer imod regeringens sammensætning.
- I den anden variant, der findes i bl.a. Storbritannien, Danmark, Norge, Finland og Island er en afstemning om regeringens autoritet kun nødvendig, hvis der fremsættes et mistillidsvotum.

Den negative parlamentarisme i Sverige betød at Olof Palmes regering kunne fortsætte efter valget den 16. september 1973 hvor højre og venstre blok fik samme antal mandater.

## Virkninger af parlamentarisme
Det anføres ofte, at et parlamentaristisk system ikke har fuldstændig magtdeling, da regeringen udgår af parlamentet  I den præsidentale styreform er den folkevalgte præsident normalt uafhængig af parlamentet.
Positiv parlamentarisme har historisk set oftere medført bredere regeringsgrundlag end negativ parlamentarisme, hvor mindretalsregeringer med spinkelt flertal oftere forekommer. Effekten af parlamentets kontrol med regeringen er næppe knyttet til en af de to grundformer, men afhænger i højere grad af antallet af politiske partier i parlamentet og af valgmetoden.

## Parlamentarismens historie i Danmark
Negativ parlamentarisme blev i praksis styreformen i Danmark ved systemskiftet i 1901. Her accepterede kongen det parlamentariske grundprincip, at en regering ikke må sidde med et flertal imod sig. Det gælder stadig i dag.
Bønder fik nu stemmeret og dermed blev en Venstre regering dannet

### Hovedlinjer i dansk parlamentarisme
- 1903 – Kvinder får først nu stemmeret til menighedsrådene.
- 1907 – Kvinder får stemmeret til kommunalbestyrelserne.
- 1915 – Kvinder og tyende fik for første gang stemmeret til Folketinget og Landstinget.
- 1920 – Påskekrisen opstår, da kong Christian 10. afsætter regeringen Zahle. Efterfølgende lover kongen fremover at respektere parlamentarismen som sædvaneret.
- 1953 – Parlamentarismen blev lovfæstet. Landstinget bliver afskaffet og tronfølgeloven ændres, således at kvinder får del i arvefølgen.